# John Birkinshaw
John Birkinshaw (v. 1781 - v. 1845) était un ingénieur des chemins de fer du XIXe siècle originaire de Bedlington dans le Northumberland, Angleterre.
Il fut remarqué pour son invention des premiers rails en fer forgé en 1820. Jusqu'alors, les systèmes ferroviaires utilisaient soit des rails en bois totalement incapables de supporter les machines à vapeur du moment, soit des rails de fonte qui ne mesuraient en général que 3 pieds (moins d'1 mètre) de longueur. Ces rails en fonte, mis au point par William Jessop et d'autres ne permettaient que des vitesses très faibles et se brisaient par ailleurs très facilement. Bien que les locomotives à vapeur fussent testées dès 1804 par Richard Trevithick, ces expériences ne se sont jamais révélées comme un véritable succès économique.
Le brevet de John Birkinshaw déposé en 1820 pour la création des premiers rails en fer forgé de 15 pieds de longueur (environ 4,5 m) fut une avancée capitale pour le système ferroviaire. Le fer forgé se révélait en effet être beaucoup plus en mesure que les précédents rails en fonte, de résister à la charge de déplacement d'une locomotive seule ou même d'un convoi entier.
Le nouveau modèle de rail de Birkinshaw a été repris par George Stephenson dès 1821 pour le projet de création du chemin de fer de Stockton et Darlington et ce malgré le fait que Stephenson détenait déjà les droits sur les meilleurs produits issus de la fonte. Il est cependant reconnu que c’est bel et bien de cette compagnie de chemin de fer qui, avec les nouveaux rails en fer forgé, a lancé l'ère ferroviaire au moment de sa création définitive en 1825 et du premier convoi de voyageurs permis par la Locomotion n° 1 de Stephenson.

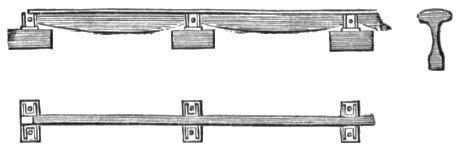
Profil du rail en fer de Birkinshaw
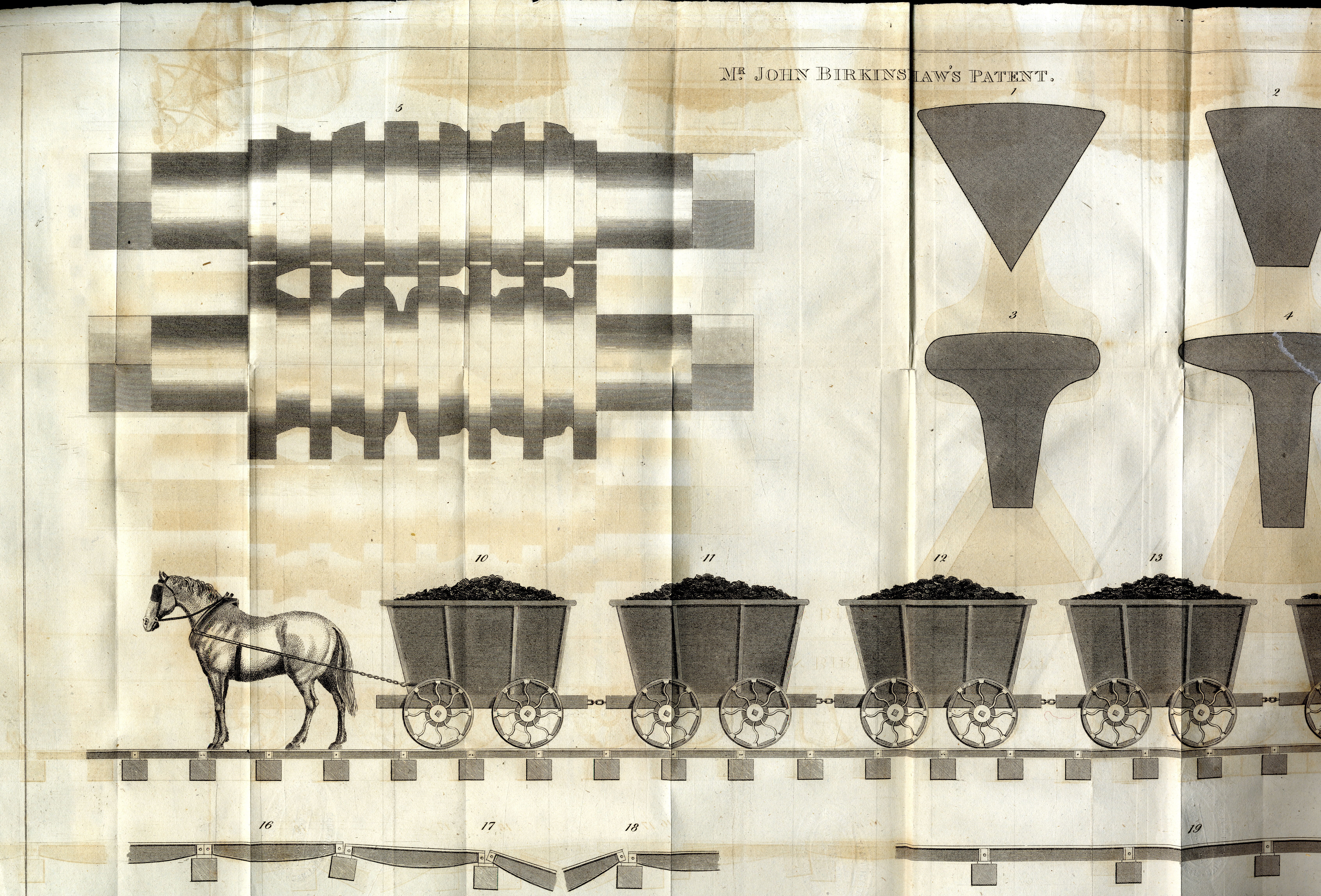
Extrait du brevet déposé par Birkinshaw, montrant les cylindres cannelés servant au laminage des rails.